# Psychische Gesundheitsvorsorge
Psychische Gesundheitsvorsorge besteht aus psychologischen Maßnahmen und bewusstem Einwirken mit dem Ziel, schwere psychische Erkrankungen präventiv zu vermeiden bzw. das Risiko des Auftretens solcher Erkrankungen für das einzelne Individuum und damit die gesamte Bevölkerung zu senken. Bereits im Jahre 1986 wurde von der Weltgesundheitsorganisation die Ottawa-Charta zur Gesundheitsförderung eingeführt, die ein Wohlbefinden des Einzelnen durch Förderung der Gesundheit zum Ziel hat.

## Prävention
Die Prävention von psychischen Krankheiten soll helfen, frühzeitig Krankheiten wie Burnout, Depression o. Ä. zu verhindern oder in frühen Stadien einer Verschlimmerung entgegenzuwirken. Die Wahrscheinlichkeit, dass die Krankheit geheilt werden kann oder diese verringert wird, ist besonders in frühen Stadien am erfolgversprechendsten. Die Vorsorge psychischer Erkrankungen führt außerdem zu einem Anstieg der Lebenserwartung.
Präventionsprogramme zur psychischen Gesundheit gibt es sowohl für Kinder, Jugendliche als auch für Erwachsene. Es gibt eine große Vielfalt und Unterschiede bei einzelnen Präventionsprogrammen. Diverse Krankenkassen fördern Präventionskurse in den Bereichen Stress- und Zeitmanagement (u. a. zur Vermeidung von Burn-out, Depressionen), Ernährung (u. a. zur Vermeidung von diversen Essstörungen wie Magersucht, Bulimie oder Adipositas) und Schwangerschaftskurse (u. a. zur Vermeidung von postnatalen Depressionen oder Wochenbettdepressionen).
Krankenkassen sind laut § 20 Abs. 1 des Fünften Buches Sozialgesetzbuch dazu verpflichtet, eine Primärprävention in ihrer Satzung mitaufzunehmen. Außerdem müssen die Krankenkassen auch die betriebliche Gesundheitsvorsorge unterstützen.

### Betriebliche Gesundheitsvorsorge
Psychische Erkrankungen sind die dritthäufigste Ursache für Krankschreibungen, vor allem bei Berufstätigen unter 30 Jahren. Die Prävention psychischer Erkrankungen ist daher individuell wie volkswirtschaftlich praktisch bedeutsam wie etwa die Krebsvorsorge.
In Firmen ist eine Gesundheitsvorsorge für Mitarbeiter wichtig, da jährlich hohe Kosten durch psychisch bedingte Erkrankungen der Mitarbeiter entstehen. Der neue Report der BPTK 2012 zeigt auf, dass die Anzahl der Burnout-Kranken seit 2004 um mehr als 1.400 % gestiegen ist. Außerdem haben im Jahr 2011 100 versicherte Arbeitnehmer 200 Fehltage durch psychisch bedingte Erkrankungen erzeugt.
Die Ausgaben der Krankenkassen zur betrieblichen Gesundheitsförderung steigen innerhalb der letzten Jahre immer weiter an. 2011 wurden 7 % mehr in die betriebliche Gesundheitsvorsorge investiert. Umgerechnet auf einen einzelnen Versicherten, betragen die Kosten 4,33 Euro.  Der Anstieg der psychischen Erkrankungen, der demographische Alterungsprozess der Gesellschaft und die steigenden Arbeitsanforderungen an die Arbeitnehmer erfordern eine Verstärkung von präventiven Maßnahmen, um weitere Erkrankungen einzudämmen.

### Individuelle Vorsorge/Internet
Präventionsprogramme können sowohl stationär im Sinne des Setting-Ansatzes, als auch übers Internet durchgeführt werden. Krankenkassen sowie einige Portale und Webseitenbetreiber bieten dafür passende und individuelle Präventionsprogramme an. Mit dem Setting-Ansatz, der auch von Krankenkassen gefördert wird, werden Präventionsprogramme stationär in den Lebensraum übertragen. Dazu zählen beispielsweise Kommunen, Stadtteile, Kindergärten, Schulen, Altersheime, Migrantentreffpunkte etc.
Auch auf Länderebene werden Präventionsprogramme angeboten. So vertritt beispielsweise das Bundesland Nordrhein-Westfalen mit der Landesinitiative das Präventionsprogramm zur psychischen Gesundheit von Kindern und Jugendlichen, um die Zunahme psychischer Erkrankungen in Zukunft einzudämmen.

## Aktuelle Entwicklungen
Einigen körperlichen Krankheiten kann durch eine gesunde Ernährung und Bewegung vorgebeugt werden. Vorsorge-Checks, u. a. in den Bereichen Herz-Kreislauf, Zahnarzt, Gynäkologie und Krebs, helfen eine Verschlechterung des Gesundheitszustandes rechtzeitig zu erkennen. Die psychische Gesundheit sollte ebenso in einem Vorsorge-Check untersucht werden, nicht zuletzt aufgrund ihrer immensen Auswirkungen auf das körperliche Befinden. Denn laut einer Studie leiden knapp 40 % aller Europäer bewusst oder unbewusst unter psychischen Störungen. Die Zahlen der psychischen Erkrankungen nehmen in Europa innerhalb der letzten Jahre stark zu, während sich die Versorgung der Erkrankten verschlechtert. Eine Studie zeigt auf, dass 35 % der Betroffenen oft mehr als 3 Monate auf einen Therapieplatz warten, da die Auslastung der psychologischen Psychotherapeuten gerade in Großstädten sehr hoch ist. Zudem ist die psychosoziale Versorgungslage hinsichtlich Psychotherapieplätzen, psychotherapeutischer Aufklärung und weiteren Angeboten im psychologischen Bereich deutschlandweit in vielen Gebieten unzureichend bis mangelhaft.
Die Bundesregierung hat zum 1. Januar 2012 das neue GKV-Versorgungsstrukturgesetz verabschiedet, das eine bedarfsgerechte medizinische Versorgung auf Bundesebene regeln soll. Aufgrund der langen  Wartezeiten für einen Psychotherapieplatz in Deutschland, trägt die Prävention dazu bei, dass weniger Patienten an psychischen Krankheiten erkranken.